# ウィリアム・ウッドハウス (1737年没)
ウィリアム・ウッドハウス（英語: William Wodehouse、1706年? - 1737年3月13日）は、グレートブリテン王国の政治家。1734年から1737年まで庶民院議員を務めた。

## 生涯
第4代準男爵サー・ジョン・ウッドハウスと2人目の妻メアリー（Mary、旧姓ファーマー（Fermor、1729年10月24日没、初代レンスター男爵ウィリアム・ファーマーの娘）の長男として、おそらく1706年に生まれた。ウィモンダム・スクール（Wymondham School）で教育を受けた後、1723年6月12日ごろにケンブリッジ大学キーズ・カレッジに入学した。
1731年8月5日、フランシス・バサースト（Frances Bathurst、初代バサースト男爵アレン・バサーストの娘）と結婚したが、2人の間に子供はいなかった。
トーリー党の家系であり、ウッドハウスも1734年イギリス総選挙でトーリー党候補としてノーフォーク選挙区から出馬した。ノーフォークでは1722年と1727年の総選挙でホイッグ党候補2人が無投票で当選したが、1734年の総選挙ではトーリー党も候補を2人出した。お互い莫大な選挙資金を出した選挙戦の末、トーリー党候補の第6代準男爵サー・エドマンド・ベーコンとウッドハウスがそれぞれ3,224票と3,153票で3位のホイッグ党候補（3,147票）を僅差で破ったが、選挙経費の高さに両党は妥協を決め、次の1741年イギリス総選挙では両党が1議席ずつの配分とすることで合意した。また、義父バサースト男爵が1議席を掌握しているサイレンセスター選挙区に重複立候補して当選したが、ノーフォーク選挙区の代表として議員を務めることを選択した。
1737年3月13日にロンドンで天然痘により病死、ウェストミンスターのセント・ジェームズ教会に埋葬された。